# Anton Csehov műveinek listája
Anton Pavlovics Csehov műveinek kiadása hazáján kívül sok más országban, így Magyarországon is már életében elkezdődött. Számos művét több alkalommal, többen is lefordították; ezek magyar nyelvű címei eltérőek lehetnek. Az író műveinek itt következő listája korántsem teljes.

## Színpadi művek
- 1878–1881: Apátlanul – (Безотцовщина). Korábban: Színmű cím nélkül (Пьеса без названия); később elterjedt címe: Platonov. Színmű négy felvonásban
- 1886, 1902: A dohányzás ártalmasságáról – (О вреде табака). Monológ egy felvonásban
- 1887: Hattyúdal – (Лебединая песня). Drámai etűd egy felvonásban
- 1887–1889: Ivanov – (Иванов). Dráma négy felvonásban
- 1888: A medve – (Медведь). Tréfa egy felvonásban
- 1888-1889: Leánykérés – (Предложение). Tréfa egy felvonásban
- 1889: Nyári tragédia – (Трагик поневоле). Tréfa egy felvonásban
- 1889: Lakodalom – (Свадьба). Jelenet egy felvonásban
- 1889: A manó – (Леший). Komédia négy felvonásban
- 1891: Jubileum – (Юбилей). Tréfa egy felvonásban
- 1896: Sirály – (Чайка). Komédia négy felvonásban
- 1899–1900: Ványa bácsi – (Дядя Ваня). Jelenetek a falusi életből négy felvonásban
- 1901: Három nővér – (Три сестры). Dráma négy felvonásban
- 1904: Cseresznyéskert – (Вишнёвый сад). Komédia négy felvonásban

## Prózai művek

### Fontosabb elbeszélések
- 1883: A csinovnyik halála – (Смерть чиновника)
- 1884: Kaméleon – (Хамелеон)
- 1884: Osztriga – (Устрицы)
- 1885: A gonosztevő – (Злоумышленник)
- 1885: Prisibejv altiszt– (Унтер Пришибеев)
- 1885: Bánat – (Горе)
- 1886: Fájdalom – (Тоска)
- 1886: Felfordulás – (Панихида)
- 1886: Anyuta – (Анюта)
- 1886: Agafja – (Агафья)
- 1886: Az ismerős férfi – (Знакомый мужчина)
- 1886: A kóristanő – (Хористка)
- 1886: Vanyka – (Ванька)
- 1887: Ellenségek – (Враги)
- 1887: Otthon – (Дома)
- 1887: Szerencse – (Счастье)
- 1888: Aludni szeretnék – (Спать хочется)
- 1888: A roham – (Припадок)
- 1890: Guszev – (Гусев)
- 1891: Asszonyok – (Бабы)
- 1892: A léha asszony – (Попрыгунья)
- 1892: Száműzetésben – (В ссылке)
- 1894: A fekete barát – (Чёрный монах)
- 1894: Rothschild hegedűje – (Скрипка Ротшильда)
- 1894: A diák – (Студент)
- 1894: Az irodalomtanár – (Учитель словесности)
- 1895: Anna a férje nyakán – (Анна на шее)
- 1895: Ariadna – (Ариадна)
- 1896: A mezzaninos ház – (Дом с мезонином)
- 1897: Parasztok – (Мужики)
- 1897: Szekéren – (На подводе)
- 1898: A honi fészekben – (В родном углу)
- 1898: (Kis „trilógia”) : 
  - A tokbabújt ember – (Человек в футляре)
  - Pöszmétebokor – (Крыжовник)
  - A szerelemről – (О любви)
- 1898: Jonics – (Ионыч)
- 1898: Egy orvosi eset – (Случай из практики)
- 1899: Aranyos! – (Душечка)
- 1899: Hivatalos ügy – (По делам службы)
- 1899: A kutyás hölgy – (Дама с собачкой)
- 1900: Szakadékban" – (В овраге)
- 1902: A püspök – (Архиерей)
- 1903: A menyasszony – (Невеста)

### Hosszabb elbeszélések, kisregények
- 1884: Dráma a vadászaton – (Драма на охоте)
- 1888: A sztyep – (Степь)
- 1889: Unalmas történet – (Скучная история)
- 1891: A párbaj – (Дуэль)
- 1892: A 6-os számú kórterem" – (Палата № 6)
- 1893: Egy ismeretlen ember elbeszélése – (Рассказ неизвестного человека)
- 1895: Három év – (Три года)
- 1896: Életem – (Моя жизнь)

### Útijegyzetek
- 1890: Szibériából – (Из Сибири)
- 1891-1895: Szahalin – (Остров Сахалин)

## Csehov műveinek kiadásai
Csehov összegyűjtött műveinek orosz kiadása már az író életében, 1899-ben elkezdődött A. F. Marksz kiadónál, de csak 1911-ben fejeződött be. Írásai legteljesebb, 30 kötetes kiadásának első 18 kötete műveit (a 17. kötet jegyzetfüzeteit, a 18. kötet iskolás és más apró dolgait, rajzait), a további 12 kötet leveleit tartalmazza:
- Полное собрание сочинений и писем в 30 томах. (Polnoje szobranyije szocsinyenyij i piszem v tridcatyi tomah.) Moszkva, Nauka Kiadó, 1974–1983.

### Csehov műveinek magyar nyelvű kiadásaiból
- Csehov első magyarul megjelent elbeszélése: Két millió. Pesti Hírlap, 1889
- Első magyar nyelvű kötete: A párbaj. Oroszból ford. Szabó Endre. Bp., 1896

Csehov életében még további 11 kötete jelent meg magyar nyelven.
- Műveinek első nagyobb gyűjteményes kiadása: Csehov Antal Összes elbeszélő művei, 1–5. Bp. Népszava, 1924–1927.

1950 után:
- Csehov Művei. I–IV. Budapest, Európa Könyvkiadó, 1959.
- Csehov Művei. (1–8.) Budapest, Magyar Helikon, 1973–1975.

Az első kötetben a színművek, az utolsóban a Szahalin, valamint levelek, vallomások kaptak helyet.
2000 után:
- „Az eddigi legteljesebbnek készülő magyar nyelvű Csehov-kiadás” az Osiris Klasszikusok-sorozatban. A jegyzeteket és az utószót írta: Goretity József. A megjelent kötetek:
  - A fekete barát Elbeszélések 1892–1903.  Osiris Kiadó, Budapest, 2004 ISBN 963-389-661-4
  - Unalmas történet Elbeszélések 1887–1891.  Osiris Kiadó, Budapest, 2005 ISBN 963-389-774-2
  - Regény, nagybőgővel Elbeszélések 1885–1886.  Osiris Kiadó, Budapest, 2007 ISBN 978-963-389-933-5
  - A svéd gyufa Elbeszélések 1880–1884. Osiris Kiadó, Budapest, 2011 ISBN 978-963-276-202-9

### Csehovról magyarul megjelent könyvek
- Zinovij Papernij: Csehov Budapest, Gondolat Kiadó, 1963. Fordította Bárány György.
- Gereben Ágnes: Csehov világa. Budapest, Európa Könyvkiadó, 1980. ISBN 963-07-1944-4
- Levendel Júlia: Így élt Anton Csehov. Budapest, Móra Ferenc Ifjúsági Könyvkiadó, 1983. ISBN 963-11-3204-8
- Almási Miklós: Mi lesz velünk, Anton Pavlovics? (Esszé) Budapest, Magvető Könyvkiadó, 1985. ISBN 963-14-0502-8
- Rév Mária: Csehov századfordulója. Budapest, Universitas Könyvkiadó, 1995 ISBN 963-85231-1-5